# 日本自動化開発
日本自動化開発（にほんじどうかかいはつ）は、東京都台東区に本社を置く独立系ソフトウェア開発会社で、コンピューターシステム設計、ソフトウェア開発などを中心に行う企業。
略称「JAD（ジェイ・エイ・ディー）」。
銀行、クレジット、保険などの金融系システム開発に強みを持っており豊富な実績がある。

## 沿革
- 1971年4月 東京神田に会社設立、ソフトウェア開発業務開始
- 1977年7月 広島に中国営業所（のちに広島営業所と改称）開設
- 1982年4月 本社拡張に伴い、東京神田から上野に本社事務所移転
- 1984年4月 資本金を5000万に増資
- 1984年4月 大阪玉造に大阪営業所開設
- 1988年6月 広島支店ビル落成
- 1988年6月 広島営業所業務拡張に伴い、広島支店に昇格・広島支店ビルへ移転
- 1990年6月 大阪営業所業務拡張に伴い、大阪支店に昇格・新大阪に移転
- 1994年3月 東京地区の業務拡張に伴い、本社事務所を統合移転
- 1998年4月 東京地区の業務拡張に伴い、池袋支店開設
- 1998年10月 神奈川地区の業務拡張に伴い、横浜支店開設
- 1999年3月 四国地区の業務拡張に伴い、松山支店開設
- 2000年8月 九州地区の業務拡張に伴い、福岡支店開設
- 2001年11月 資本金を6225万に増資
- 2004年4月 中部地区の業務拡張に伴い、名古屋支店開設
- 2005年9月 東京地区の業務拡張に伴い、池袋支店を麹町に移転
- 2005年9月 日本情報処理開発協会(JIPDEC)よりプライバシーマークの使用認証を取得
- 2006年10月 中部地区の業務拡張に伴い、名古屋支店を丸の内に移転
- 2007年6月 業務効率化のため麹町支店を本社(分室)に移転
- 2007年11月 業務効率化のため松山支店を広島支店に統合
- 2009年1月 資本金を7200万円に増資
- 2009年11月 業務効率化のため、本社事務所を増床し、横浜支店と本社分室を本社に統合
- 2012年7月 情報セキュリティマネジメントシステム（ISMS）に関する国際規格 「ISO/IEC27001」の認証を取得
- 2015年2月 品質マネジメントシステム（QMS）に関する国際規格 「ISO9001」の認証を取得

## 主な事業所
- 本社　東京都台東区台東4丁目19番9号(山口ビル7)
- 名古屋支店　愛知県名古屋市中区錦2丁目4番3号(錦パークビル)
- 大阪支店　大阪市淀川区宮原3丁目3番31号(上村ニッセイビル)
- 広島支店　広島市中区本川町2丁目2番18号(日本自動化開発広島支店ビル)
- 福岡支店　福岡市博多区博多駅前2丁目5番7号(I-FOREST博多駅前)

## グループ会社
- ヒューテックサービス株式会社